# William Stephens (politico 1671)
Sir William Stephens (Isola di Wight, 28 gennaio 1671 – Savannah, agosto 1753) è stato un politico britannico.
È stato il primo governatore della Georgia riconosciuto (anche se non ufficialmente, poiché la Georgia divenne parte delle Tredici Colonie solo alcuni anni dopo la sua morte).

## Biografia
Nacque nel 1671 da sir William Stephens, vice-governatore dell'Isola di Wight. La sua era una famiglia agiata, e poté studiare al King's College London, divenendo avvocato. Nonostante il parere contrario del genitore, divenne colonnello della milizia dell'isola e, dal 1702 al 1727, membro del Parlamento per il distretto di Newport; la permanenza a Londra finì col dissanguare le sue finanze, costringendolo quindi a trasferirsi prima in Scozia e poi nelle Americhe.
Si occupò allora di stilare una relazione sullo stato della Carolina del Sud, che poi sottopose all'attenzione del Parlamento una volta rientrato in Inghilterra. Giudicandolo un individuo molto capace, l'amministrazione britannica decise di concedergli il governatorato sulla Georgia, facendolo succedere a James Edward Oglethorpe, suo collega al Parlamento col quale aveva collaborato numerose volte. Arrivato in Georgia già nel 1737, non arrivò subito a sostituire Oglethorpe, ancora deciso a mantenere la stretta sul potere locale. Presto Stephens e Oglethorpe entrarono in contrasto, col secondo che difendeva la politica conservatrice dei primi coloni e il primo che voleva attuare una serie di riforme per incoraggiare la stabilizzazione, l'espansione e l'immigrazione georgiana.
Per tentare di risolvere la situazione la Georgia venne divisa in due contee, Savannah e Frederica, con Oglethorpe a capo della prima e Stephens guida della seconda, ma l'iniziativa fallì. Le lotte politiche si fecero ben presto accesissime, con lo stesso figlio di Stephens, Thomas, che passò dalla parte di Oglethorpe, portando quindi il padre a diseredarlo in favore dell'ultimogenito Newdigate Stephens.
Nel 1743, quando Oglethorpe fu infine costretto ad andarsene dalla Georgia, Stephens ne rimase padrone incontrastato, e nonostante fosse già anziano ne venne nominato presidente. Rimase in carica per otto anni, attuando le riforme promesse e introducendo in Georgia la vite e il cotone, rendendo quindi la colonia estremamente prospera. Si ritirò dopo aver compiuto ottant'anni nel 1751, morendo due anni più tardi.